# ماريا غيريرو لوبيز
ماريا غيريرو لوبيز (بالإسبانية: María Guerrero López)‏ هي ممثلة إسبانية، ولدت في 1906 في مدريد في إسبانيا، وتوفيت بنفس المكان في 24 مارس 1994.

## وصلات خارجية
- ماريا غيريرو لوبيز على موقع IMDb (الإنجليزية)
- ماريا غيريرو لوبيز على موقع قاعدة بيانات الفيلم (الإنجليزية)